# Михаил Кочев
Михаил Георгиев Кочев е български музикален педагог, композитор и диригент.

## Биография
Роден е през 1878 г. в Чирпан. Баща му, Георги Кочев, е учител, изявен сподвижник на Васил Левски, изпратен на заточение в Диарбекир за активната си дейност в националноосвободителното движение. От малък проявява завидни музикални способности, солидно подкрепени с воля и амбиция за изява на музикалното поприще – свири на цигулка, участва в хорови формации, изявява се като диригент на ученически и църковни хорове в Чирпан, а по-късно и в Пловдив.
От 1899 г. е редовен студент в музикалната консерватория в Одеса. През юни 1904 г. завършва обучението си по солфеж, хармония и теория на музиката с отличен успех. По време на следването си в Русия е под влиянието на руските революционери и е куриер на вестник „Искра“. Поддържа връзки с Димитър Благоев.
След завръщането си в България първоначално учителства в Станимака, а от 1908 – 1928 г. е преподавател в родния си Чирпан. Ръководи хора на Чирпанската смесена гимназия и духовия оркестър към същата, изгражда хора към читалище „Развитие“ в града. В периода 1911 – 1912 г. създава дружеството „Детска музикална китка“. Организира благотворителни концерти, а със средствата от тях се издържат безплатните ученически трапезарии на които е почетен председател. Едновременно с това е секретар на читалището в продължение на 10 години.
По време на Балканската и Междусъюзническата война служи в 8-и санитарен дивизионен лазарет, за което е награден с бронзов медал за заслуга с патент № 5073 от 26 юни 1914 г.
От 1930 г. е преподавател в Старозагорската мъжка гимназия, където със средствата от изнесените концерти подпомага бедните ученици.. Ръководи народния хор на дружество „Театър“ при Южнобългарската районна опера – Стара Загора, както и хора при катедралната църква „Св. Димитър“. Работи в областта на песенното народно творчество, композира детски песни, издава четири сборника с песни за ученически хорове. Сред най-популярните му творби са: „Кой деца ви най-обича“, „Зеленчуци който не яде“, „Прела баба“, „Луд гидия“ и др. Труда му е високо оценен от Министерство на народното просвещение и Пловдивската Окръжна постоянна комисия, които го награждават с предметни и парични награди. След 32-годишна активна педагогическа дейност, се пенсионира през 1933 г. До края на живота си продължава активно да работи, като последният си сборник с училищни песни издава няколко месеца преди смъртта си.
Носител е на ордените „Св. св. Кирил и Методий“ и „Св. Александър“, ІV степен.
Умира на 29 януари 1940 г. в Стара Загора.
Личният му архив се съхранява във фонд 803К в Държавен архив – Стара Загора. Той се състои от 48 архивни единици от периода 1895 – 1970 г.
На 9 юли 1998 г. Община Чирпан го удостоява посмъртно със званието „Почетен гражданин на град Чирпан“ за „неоценимата му дейност за развитие на читалищното дело и музикалната култура в Чирпан“.

## Творчество
Автор е на 4 сборника с училищни песни (1910, 1921, 1928, 1939), хорови песни, детска оперета „Сираче“ (1923). Сред най-популярните му детски песни са „Зеленчуци който не яде“, „Посяла е баба леща“, „Кат’ войници на редици“, „Прела баба“, „Луд гидия“.

### Детска оперета
- „Сираче“ (1923).

### Детски песни
- „Зеленчуци който не яде“,
- „Посяла е баба леща“,
- „Кат’ войници на редици“,
- „Прела баба“,
- „Луд гидия“ и др.